# Arnaldo Petretti
Arnaldo Giuseppe Francesco Marcello Petretti (Orbetello, 13 febbraio 1878 – Roma, 11 febbraio 1952) è stato un avvocato, funzionario e politico italiano.

## Biografia
Funzionario pubblico, in forza nelle amministrazioni dell'interno e del tesoro dal 1904 al 1923, è stato consigliere di stato dal 1927 al 1948, con funzioni di presidente della terza sezione dal 1946. Nel corso della sua carriera ha svolto numerosi incarichi:
- direttore generale dei combustibili e servizi diversi presso il Ministero dell'agricoltura (1920-1923)[2]
- reggente la Direzione generale dell'industria e delle miniere presso il Ministero dell'economia nazionale (31 gennaio 1926)
- reggente la Direzione generale del commercio e della politica economica presso il Ministero dell'economia nazionale (28 giugno 1928)
- membro del Consiglio di amministrazione dell'Istituto nazionale per le assicurazioni (INA) (21 ottobre 1923)
- membro del Consiglio di amministrazione, vicepresidente e presidente dell'Azienda generale italiana petroli
- membro del Consiglio di amministrazione dell'ENIT
- membro del Consiglio di amministrazione dell'Ente nazionale serico
- consigliere della Società nazionale Cogne
- consigliere dell'Ente nazionale per l'esportazione
- membro del Consiglio di amministrazione dell'Istituto mobiliare italiano
- Vicepresidente dell'Azienda minerali metallici italiani.

Fu Vicegovernatore generale dell'Africa Orientale italiana (25 giugno 1936-15 dicembre 1937).
Nel secondo dopoguerra, l'Alta Corte di Giustizia per le Sanzioni contro il Fascismo respinse la richiesta di sua decadenza da senatore.